# Robico
Robico (ろびこ Robico?, Prefectura de Kagoshima, Japón, 8 de octubre) es una dibujante de manga nacida en Kyūshū y conocida por ser la autora de Tonari no Kaibutsu-kun. Esta obra, considerada como su trabajo célebre, significó un éxito inmediato tanto para Japón como a nivel internacional. En 2012 se inició una adaptación de la misma a una serie de anime, y en 2018 se estrenó una adaptación de imagen real.

## Carrera
Robico debutó en el mundo del manga en el año 2005 con su obra Demekinikku, en la revista niponesa Dessert, de la editorial Kōdansha.
Su obra célebre, Tonari no Kaibutsu-kun, comenzó a ser editada en España por NORMA Editorial, bajo el título de "El monstruo de al lado". Asimismo, en 2017, licenció la obra Boku to Kimi no Taisetsu na Hanashi para comenzar a serializarla bajo el nombre de "Nuestras preciosas conversaciones".
En 2017 fue invitada al XXIII Salón del Manga de Barcelona, el cual fue celebrado los primeros días de noviembre. En este encuentro detalló, mediante una entrevista efectuada por CoolJapan, sobre su vida como mangaka. Mencionó que la utilización de un pseudónimo se vinculaba netamente con la conservación de su privacidad e intimidad y que el surgimiento de "Robico" provenía del nombre de una mascota que tuvo. Reveló, además, que su referente a la hora de dibujar era Yoshihiro Togashi, autor de Yū Yū hakusho y Hunter x Hunter y que cuando niña era fanática de Mahōjin Guru Guru, de Hiroyuki Etō.

## Obras
| Título                                                     | Título en japonés                    | Año de publicación | Revista                | Volúmenes | Estado     | Géneros                                                            |
| ---------------------------------------------------------- | ------------------------------------ | ------------------ | ---------------------- | --------- | ---------- | ------------------------------------------------------------------ |
| Demekinikku                                                | -                                    | 2005               | Dessert                | -         | Finalizado | -                                                                  |
| Kanojo no Inakunatta                                       | 彼女がいなくなった                   | 2006               | Dessert                | 1         | Finalizado | Drama, Shōjo                                                       |
| Himikoi ~ Time Limit (Rabu Kare - Gokujou Men Dokuhon!)    | -                                    | 2007               | Dessert                | one-shot  | Finalizado | Comedia, Drama, Romance, Shōjo, Recuentos de la vida, Vida escolar |
| Rabu Kare - Gokujou Men's Dokuhon!                         | ラブカレ～極上メンズ読本！～         | 2007               | Dessert                | 1         | Finalizado | Romance, Shōjo, Vida escolar                                       |
| Boy x Meet x Girl                                          | ボーイ×ミーツ×ガール                 | 2007               | Dessert                | 1         | Finalizado | Shōjo, Vida escolar                                                |
| Ichigo Bureiku                                             | いちごブレイク                       | 2007               | Dessert                | 1         | Finalizado | Shōjo                                                              |
| Himikoi                                                    | ひみこい                             | 2007-2008          | Dessert                | 2         | Finalizado | Romance, Shōjo, Recuentos de la vida, Vida escolar                 |
| Baretara boku wa shoku-nashida!! (Rabu Kare - Suit Danshi) | ラブカレ―極上メンズ読本！スーツ男子― | 2008               | Dessert                | one-shot  | Finalizado | Romance, Shōjo                                                     |
| Tonari no Kaibutsu-kun                                     | となりの怪物くん                     | 2008-2013          | Dessert                | 13        | Finalizado | Comedia, Drama, Romance, Shōjo, Vida escolar                       |
| Ikemen Paradise                                            | イケメンパラダイス                   | 2009               | Dessert                | 1         | Finalizado | Romance, Shōjo, Vida escolar                                       |
| Skip Yamada-kun                                            | スキップ！山田くん                   | 2009               | Young Jump             | one-shot  | Finalizado | Seinen                                                             |
| Boku to Kimi no Taisetsu na Hanashi                        | 僕と君の大切な話                     | 2015-presente      | Dessert                | 6         | En curso   | Comedia, Romance, Shōjo, Vida escolar                              |
| Miracle☆Gift                                               | ミラクル☆ギフト                      | 2015               | Shūkan Shōnen Magazine | one-shot  | Finalizado | Comedia, Fantasía, Romance, Shonen, Vida escolar                   |